# Jakiw Żełezniak
Jakiw Illicz Żełezniak (ukr. Яків Ілліч Железняк; ur. 10 kwietnia 1941 w Odessie) – ukraiński strzelec sportowy. W barwach Związku Radzieckiego złoty medalista olimpijski z Monachium.
Zawody w 1972 były jego jedynymi igrzyskami olimpijskimi. Zwyciężył w konkurencji ruchoma tarcza z sylwetką „biegnącego dzika” (50 m). W tej konkurencji indywidualnie był mistrzem Europy w 1973. W drużynie zdobywał sześciokrotnie złote medale mistrzostw świata w różnych konkurencjach.